# Izumi, Kagoshima

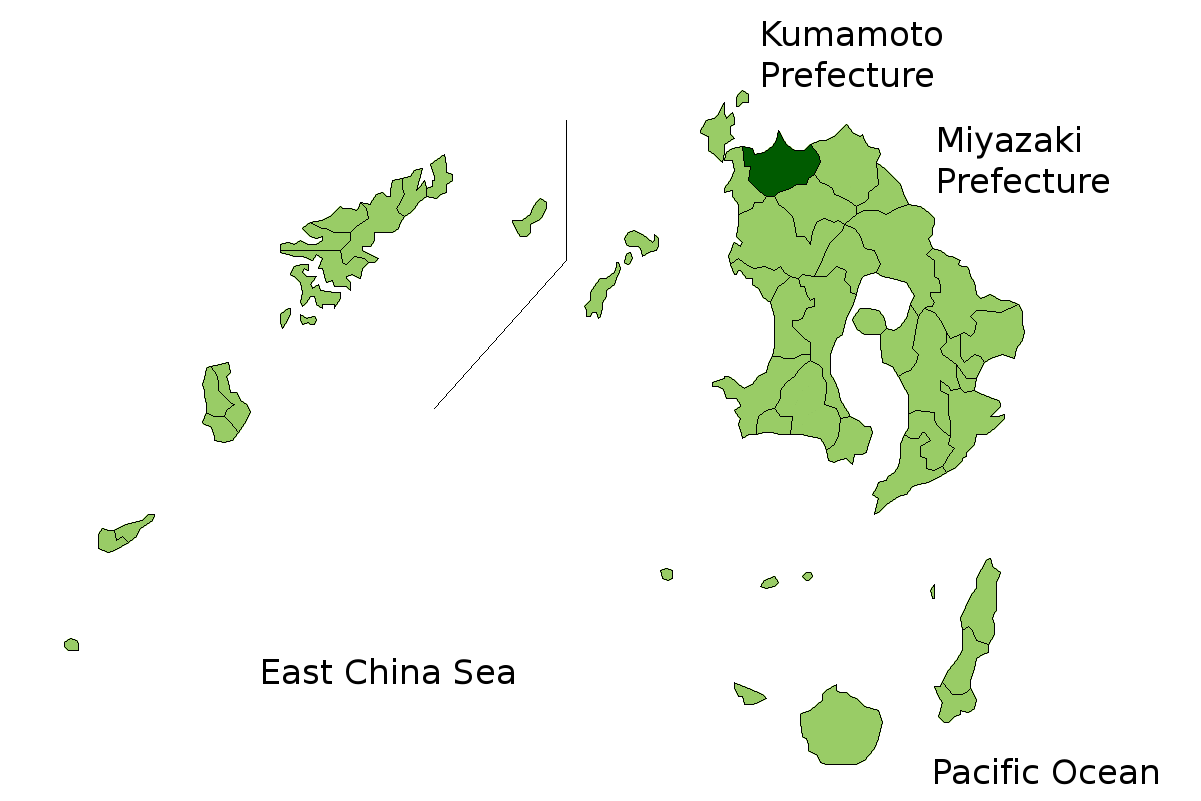

Izumi (出水市 Izumi-shi?) este un municipiu din Japonia, prefectura Kagoshima.